# Західна Двіна (місто)
Західна Двіна (рос. Западная Двина) — місто (з 1937) в Росії, обласного підпорядкування, адміністративний центр Західнодвінського району Тверської області.

## Історія
Засноване в 1900. Отримало статус селища міського типу з 1927.
У 1937 селище було перетворено на місто.

## Населення

### Чисельність населення
| 1926 | 1939 | 1959 | 1970  | 1979  | 1989  | 2002  | 2010 |
| ---- | ---- | ---- | ----- | ----- | ----- | ----- | ---- |
| 2029 | 7512 | 8994 | 10052 | 10316 | 11556 | 10212 | 8845 |

## Економіка
Основним видом діяльності є деревообробна промисловість та сільське господарство. У місті є ліспромгосп, молокозавод (з 2010 р.). Раніше функціонували льонозавод (не працює з 1998 р.) і маслосирзавод (не працює з 1994 р.).
Провідне підприємство деревообробної промисловості — деревообробна фабрика ТОВ «Тандем».

## Інфраструктура
У місті є: культурно-розважальний центр, парк атракціонів, фітнес-центр «Марк Аврелій», багатофункціональний спортивний зал, спорт-бар.
Працює культурно-розважальний центр «Планета щастя» із залами для занять боулінгом, більярдом, танцями.

## Транспорт
Західна Двіна розташована на південному заході Тверської області, 362 кілометр автомобільної траси Москва — Рига (магістраль М9), на однойменній річці. По території міста проходить залізниця Москва — Великі Луки — Рига. Є залізничний вокзал та автобусна станція.

## Спорт та туризм
В околицях міста (в 12 км на південь від нього) розташовано спортивно-оздоровчий центр «Мухіно», який використовується як центр підготовки спортсменів і як оздоровчий табір. Умови для активного відпочинку, для професійних та аматорських занять спортом визначаються екологічно чистою природою та унікальним рельєфом місцевості з природним перепадом висот до 270 метрів над рівнем моря. Тут неодноразово проводилися міжнародні лижні марафони та інші лижні змагання.